# جان بیتی
جان بیتی (انگلیسی: John Beattie؛ زادهٔ ۹ آوریل ۱۹۵۷) ورزشکار روئینگ اهل بریتانیا است.
وی در مسابقات کشوری و بین‌المللی در مجموع برندهٔ ۲ مدال برنز شده‌است.